# Cladanthus eriolepis
Cladanthus eriolepis là một loài thực vật có hoa trong họ Cúc. Loài này được (Coss. ex Maire) Oberpr. & Vogt mô tả khoa học đầu tiên năm 2002.